# 信都厅
信都厅，清朝末年设置的厅。
光绪三十四年（1908年），分广西省贺县、怀集县及广东省开建县地置，治所在今广西壮族自治区贺州市东南狮峰。宣统元年（1909年），移治今贺州市东南信都。辖境有今贺州市南部地区。属平樂府。民国初年，全国废府州厅改县，于1912年改为信都县。